# Catar en los Juegos Paralímpicos de Londres 2012
Catar estuvo representado en los Juegos Paralímpicos de Londres 2012 por un deportista masculino. El equipo paralímpico catarí no obtuvo ninguna medalla en estos Juegos.